# Mexico (I Medusa)
Il mio gatto è un singolo della band I Medusa. È il primo singolo pubblicato dal gruppo che anticipa l'uscita dell'album Punkmotocross??.
F.O.P. è l'acronimo di Fonzie of Palera;Palera è la frazione di Moncalieri dove vivono quasi tutti i componenti del gruppo.

## Tracce[3]
1. Mexico
2. Amici miei (prematurata version)
3. F.O.P.
4. Oggi

## Formazione
- Diego Perrone - voce e  chitarra
- Mo'ff  - basso
- Maggio -  basso e chitarra
- Ea - batteria

## Ospiti
- Amik Guerra - tromba in Mexico